# Race of Champions 2002
Race of Champions 2002 kördes på Kanarieöarna 2002.
- Plats:  Kanarieöarna
- Datum: 2002
- Segrare:  Marcus Grönholm
- Segrare i Nations Cup:  Team USA